# Michelle Nicastro
Michelle Nicastro (Washington, 31 marzo 1960 – Los Angeles, 4 novembre 2010) è stata un'attrice, cantante e doppiatrice statunitense.

## Biografia
Italo-americana nata a Washington il 31 marzo 1960, figlia dell'oftalmologo Norman Joseph Nicastro e di Carole Rose Guarino, divenne celebre per aver interpretato il personaggio di Amanda Reese in Harry, ti presento Sally… e aver doppiato la principessa Odette ne L'incantesimo del lago e nei suoi due seguiti (L'incantesimo del lago 2 - Il segreto del castello e L'incantesimo del lago 3 - Lo scrigno magico). 
Tra il 1989 e il 1990 apparve nella soap Santa Barbara dove recitò nel ruolo di Sasha Schmidt. 
Morì nella notte del 4 novembre 2010 nella propria abitazione a Los Angeles a soli 50 anni; aveva un doppio cancro al seno e al cervello.

## Filmografia

### Attrice

#### Cinema
- Harry, ti presento Sally...  (When Harry Met Sally...), regia di Rob Reiner (1989)

#### Televisione
- La signora in giallo (Murder, She Wrote) – serie TV, episodio 2x19 (1986)

### Doppiatrice
- L'incantesimo del lago, regia di Richard Rich (1994)
- L'incantesimo del lago 2 - Il segreto del castello (1997)
- L'incantesimo del lago 3 - Lo scrigno magico (1998)

## Doppiatrici italiane
Nelle versioni in italiano dei suoi film, Michelle Nicastro è stata doppiata da:
- Claudia Balboni in Harry ti presento Sally...

Da doppiatrice è stata sostituita da:
- Laura Boccanera in L'incantesimo del lago, L'incantesimo del lago 2 - Il segreto del castello, L'incantesimo del lago 3 - Lo scrigno magico